# 寶山雙胞胎井
24°43′58″N 121°01′40″E / 24.732653°N 121.027820°E
寶山雙胞胎井，是位於臺灣新竹縣寶山鄉寶山村楓橋地區、新湖路與寶山路交叉處的水井，以傳說能讓人生育雙胞胎而知名，演變成當地在雙十節的雙胞胎聚會慶典。

## 生育

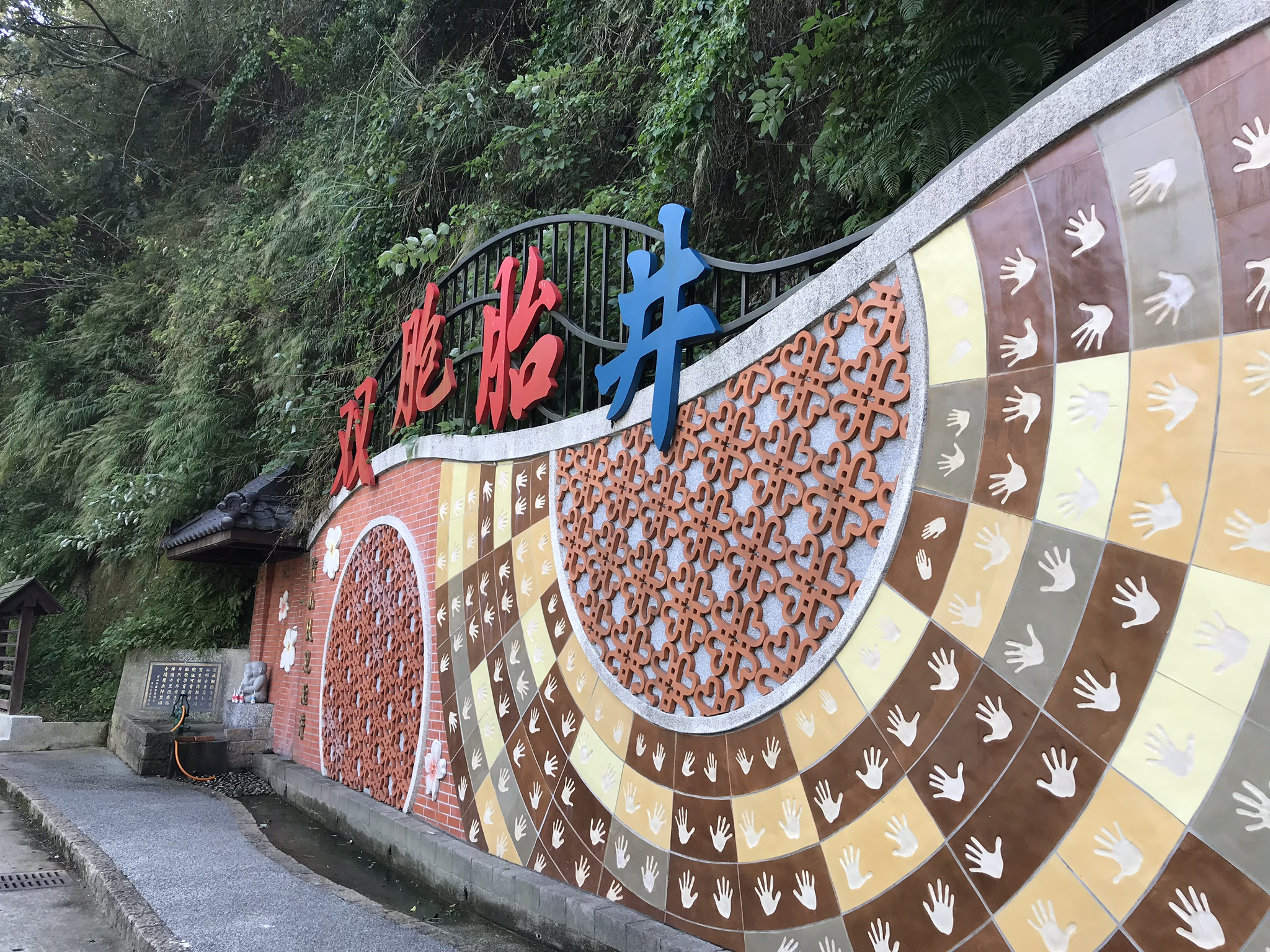
寶山雙胞胎井護坡牆

1995年報導時，寶山鄉公所職員曾崇煦表示，在與當地居民許美珍聊天時，發現居住在老寶山山區的四、五、七、八鄰，戶數共八十四戶，但雙胞胎不少，其中楓橋派出所附近就有四對，兩對還是緊鄰的鄰居。許美珍則補充，此地居民大多世代居住於此，目前就她所知，這附近就有八對雙胞胎，而且連緊鄰這村落的山湖村也有四對雙胞胎。新竹市東門婦產科醫院院長黃忠山的看法是像寶山村這樣確實不多見，一般醫學統計一千例分娩中有四例為雙胞胎。
一說該地生雙胞胎大概是同宗遺傳，但楓橋生雙胞胎的住戶，有鄭、何、葉、鍾、彭、王、游、羅、龍、張、陳與李以及盧等十幾姓，非同宗，遺傳的因素就不是最主要原因。寶山村長田煥禎在2009年採訪時講，當地至少有二十五對雙胞胎，連曾派駐楓橋派出所的外地警員葉賢良、趙振東，都在服務期間生了雙胞胎，其中警員王宜強還是三胞胎。寶山鄉寶山分駐所所長熊復生，聽說楓橋分駐所在地理上是牛眠穴，二位調到該所的員警都生了雙胞胎男嬰，因此曾建議育有五名女兒的警員朱自謀在假日帶著太太到楓橋分駐所，望能生出雙胞胎兒子。
2016年，寶山鄉長邱坤桶說寶山村為全國雙胞胎比例最高的地區。村民們認為雙胞胎比例高，可能是過去習慣飲用楓橋附近的地下水井有關，但此井約在2003年因道路拓寬被埋沒。這口深約12公尺的井位在客雅溪岸步道旁並緊臨楓橋派出所，水質較偏鹼值，長有鐘乳石，水源來自客雅溪上游。
井對面是呈現雙「人」字樣的南北向道路，田煥禎曾敘述該新湖路與寶山路交叉處的五鄰住戶出現雙胞胎比例特別高。地方耆老認為楓橋附近還有風水上稱為「牛眠穴」的地方，會讓母牛喝水後很會生小牛、人自然也很會生雙胞胎。縣議員范玉燕建議縣政府把井列為新竹縣寶。

## 觀光
2002年3月31日，寶山村長的田煥禎與村中耆老商議後，決組名為「寶山村雙胞胎聯誼會」的組織，讓寶山村出名。在埋井後，村裡只誕生兩對雙胞胎，村民遂有重挖之議。2009年11月7日，井開挖重現，並在取水口裝飾石雕娃娃，有當地多對雙胞胎參加。村民還作了一首藏頭有「寶山雙胞胎井傳奇」的冠頂詩。
2011年10月10日，中華民國建國百年，此村開始舉辦雙胞胎節，吸引全國各地雙胞胎前往，並獲NHK電視台採訪，此後成為寶山鄉知名節日，次年就約有200對雙胞胎參加。後到了2014年在大壢老仙爺廟廣場舉行時，就有505對雙胞胎，年齡從八旬到不足一歲都有。
後來，政府推動浪漫臺3線，也把此井列為觀光路線內。鄉公所秘書鄧榮斌建議此區水質雖好，但仍應煮過再飲用較好。

## 祭拜

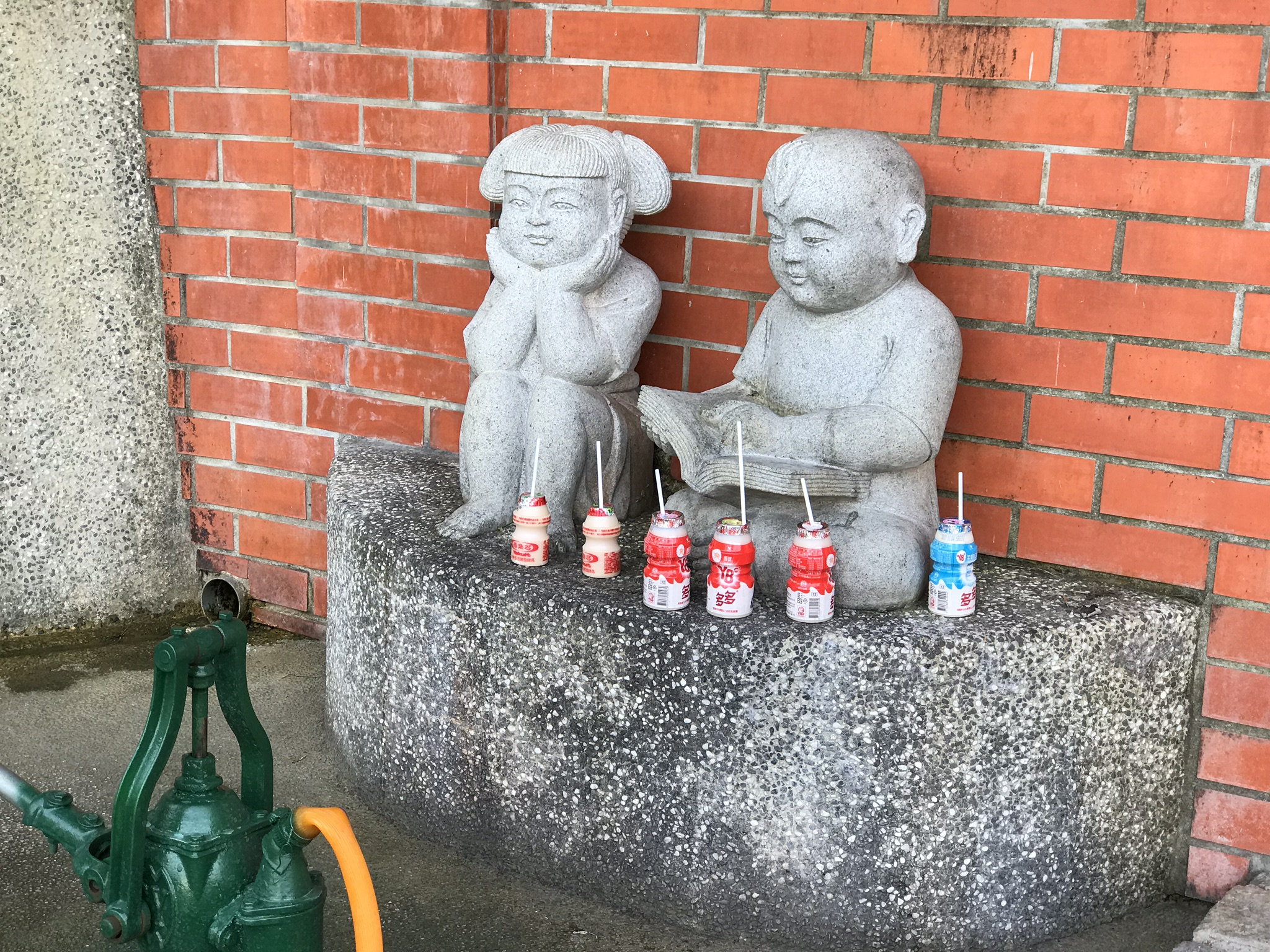
寶山雙胞胎井、雙胞胎石像與養樂多、統一多多。

約2013年開始，流行用插上吸管的養樂多、統一多多來祭拜此井旁的龍鳳胎兒童石像，以祈求生子。這些飲料經過整日的高溫曝曬，變得酸臭，還會吸引蒼蠅，造成惡化環境衛生。田煥禎對這股養樂多風潮覺得很意外，因為昔日頂多有人會把棒棒糖等糖果放在石像的手中拍照，認為此流行並無相關根據，可能是有人把幼兒喜歡喝養樂多這件事套用到石像上。